# Salut 3
Salut 3 (Ałmaz 2) – kolejna radziecka stacja kosmiczna wysłana w ramach programu Salut, druga stacja wojskowego programu Ałmaz, która znalazła się na orbicie okołoziemskiej.
Po nieudanej próbie umieszczenia na orbicie kolejnej bazy satelitarnej w dniu 11 maja 1973 roku – stacja przetrwała w przestrzeni kosmicznej 11 dni i była jak poprzednia (Salut 2), bezużyteczna (w wykazie obiektów kosmicznych jest oznaczona jako Kosmos 557), ruszył program Salut po rocznej przerwie. Stacja Salut 3 miała służyć do celów wojskowych. Po nieszczęśliwym powrocie Sojuza 11 ze stacji kosmicznej Salut 1 i rozhermetyzowaniu Saluta 2 była to właściwie pierwsza misja załogowa na radzieckiej stacji kosmicznej, która zakończyła się sukcesem. 

## Misja
24 czerwca 1974 roku wysłano na orbitę zmodernizowaną stację typu Ałmaz pod mylącą nazwą Salut 3. Początkowe parametry, charakteryzujące jej orbitę, miały wartość: perygeum 219 km, apogeum 270 km, nachylenie orbity 51,6°, okres orbitalny 89,1 min. Po raz pierwszy zastosowano w niej ruchome płaszczyzny z bateriami słonecznymi, automatycznie kierowane ku Słońcu, co pozwoliło na ekonomiczniejszą gospodarkę paliwem do silników korekcyjnych. Zwiększono funkcjonalność pomieszczeń wewnętrznych przy nie zmniejszonej objętości, ponadto wyposażono stację w lądownik. Na stację wysłano dwie załogi.
Pawieł Popowicz i Jurij Artiuchin otrzymali poważne zadanie – przetestować w kosmosie wojskowe szpiegowskie laboratorium Ałmaz, które w tym czasie mogło dostarczyć bardzo dokładne zdjęcia powierzchni Ziemi. Podczas negocjacji o ograniczeniu rozmieszczania strategicznych rakiet SALT w drugiej połowie lat 70. zdjęcia te zaskoczyły Amerykanów. Na stacji po raz pierwszy przeprowadzono na orbicie testy antysatelitarnego karabinu pokładowego Nudelmann R-23 (NR-23) kalibru 14,5 mm (niektóre źródła twierdzą, że było kaliber 30 mm). W kosmosie wypróbowano je dopiero po wylądowaniu załogi. Informacja o tym w rosyjskich mediach pojawiła się dopiero w 2015 roku.

## Główne zadania
1. Obserwacje zanieczyszczeń aerozolowych w ziemskiej atmosferze za pomocą spektrografu,
2. Badanie rozwoju kultur bakteryjnych w warunkach lotu kosmicznego,
3. Próby odzyskania wody z atmosfery bazy.

## Loty do stacji
Choć wykorzystywano ją przez pół roku, to udało się dosłać tylko jedną załogę.
- Sojuz 14 – start 3 lipca 1974; załoga: Pawieł Popowicz, Jurij Artiuchin – byli to pierwsi kosmonauci, którzy znaleźli się na pokładzie radzieckiej stacji kosmicznej i po powrocie mogli opowiedzieć o swoich doświadczeniach. Szczególnie cenne były uwagi Pawła Popowicza, który należał do najbardziej doświadczonych kosmonautów. Dotarli na stację 5 lipca 1974 roku i pracowali przez 15 dni[3].
- Sojuz 15 – start 25 sierpnia 1974, operacja połączenia nie powiodła się i załoga Giennadij Sarafanow i Lew Diomin po dwóch dniach powróciła na Ziemię. Wersja oficjalna: zadaniem lotu były dalsze eksperymenty dotyczące realizacji i manewru spotkania (z bazą Salut 3), techniki pilotażu, metod poszukiwania drugiego obiektu.

## Koniec istnienia bazy
W dniu 23 września 1974 roku od bazy odłączył się automatyczny aparat lądujący, który dostarczył na powierzchnię Ziemi dane pomiarowe z przyrządami naukowymi.

Stacja satelitarna Salut 3 istniała do 25 stycznia 1975 roku, po 214 dniach uległa zniszczeniu w atmosferze nad Oceanem Spokojnym.